# The Blair Witch Project
The Blair Witch Project (conocido como El proyecto de la Bruja de Blair en España e Hispanoamérica y El proyecto Blair Witch en Argentina) es un largometraje independiente de terror psicológico estadounidense de 1999, escrita y dirigida por Daniel Myrick y Eduardo Sánchez. El largometraje fue producido por Haxan Films. Esta fue integrada de grabaciones "amateur" y relata la historia de tres jóvenes cineastas (Heather Donahue, Joshua Leonard, y Michael C. Williams) quienes desaparecieron mientras caminaban en las Colinas Negras cerca a Burkittsville, Maryland el 8 de julio de 1994, para filmar un documental sobre una leyenda local conocida como «La bruja de Blair». La película afirma que los tres jóvenes no fueron vistos nunca más, y un año más tarde todo su equipo fue descubierto. Este «metraje encontrado» fue presentado como la película que los espectadores están viendo.
El filme fue recibido positivamente por los críticos y obtuvo 248 millones de dólares a nivel mundial, convirtiéndose en la película más exitosa de todos los tiempos, tomando en cuenta la relación inversión/taquilla. Cada dólar invertidos produjo 4,000 dólares aproximadamente, fenómeno único en la historia del cine.
El DVD se lanzó en diciembre de 2000 y se presentó solo en pantalla completa.
El 27 de octubre de 2000 se estrenó una película de producción de estudio basada en el tema de El Proyecto Blair Witch titulada El libro de las sombras: Blair Witch 2. Otra secuela se planeó para el siguiente año, pero no fue materializada. El 2 de septiembre de 2009, se anunció que los codirectores Eduardo Sánchez y Daniel Myrick estuvieron montando la tercera película. Una trilogía de videojuegos basada en la película se lanzó en 2000.

## Argumento
El 8 de julio de 1994, tres estudiantes de cine Heather Donahue, Michael C. Williams y Joshua Leonard se preparan para filmar un documental a modo de tesis sobre la leyenda de la Bruja de Blair, una mujer acusada de brujería y asesinada en 1785 a quien los habitantes de Burkittsville (previamente Blair) han señalado como la responsable de diversos eventos paranormales durante los últimos 200 años. 
Al llegar al pueblo entrevistan a la gente del lugar sobre la leyenda. Un par de personas explican el caso de Rustin Parr, un hombre que entre 1940 y 1941 secuestró a ocho niños y asesinó a siete luego de escuchar la voz de una "anciana". El único sobreviviente, Kyle Brody, atestiguó que Parr los obligaba a arrodillarse en un rincón de la habitación de cara a la pared mientras mataba a alguno de los otros. Al terminar con los asesinatos Parr se entregó y los cuerpos de los niños fueron hallados en una cabaña en el medio del bosque. Unos meses más tarde fue ejecutado por sus crímenes y la cabaña fue demolida. Más tarde entrevistan a Mary Brown, una excéntrica anciana que asegura haber tenido un encuentro con la Bruja de Blair, a quien ella describe como una mujer suspendida en el aire cuyo cuerpo está cubierto de pelaje.

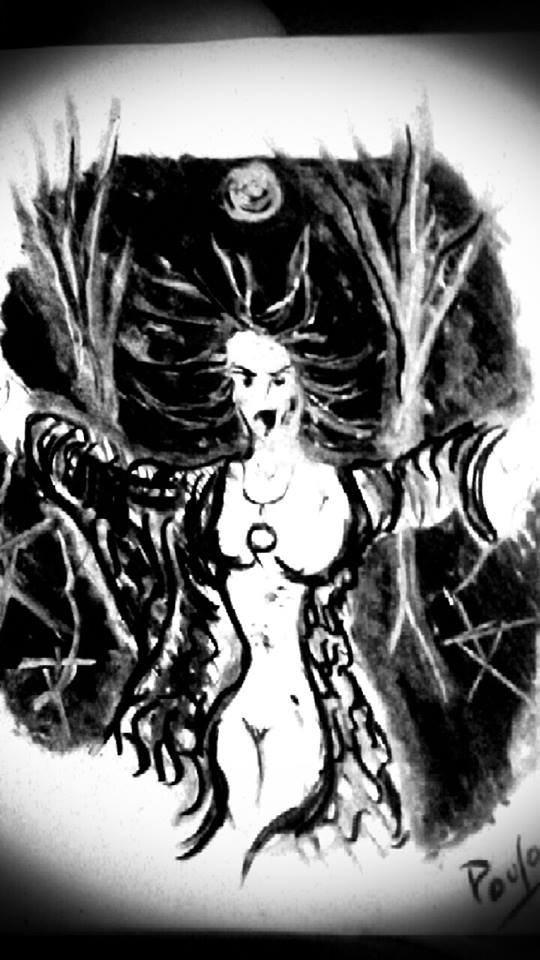
El bosque de Burkittsville, según la leyenda falsa, es habitado por el fantasma de Elly Kedward, una mujer acusada de brujería y asesinada a fines del.

En el segundo día, se dedican a continuar con la investigación acampando en el bosque para recopilar más información sobre el lugar donde Elly Kedward fue atada y abandonada en 1785. En un arroyo cercano entrevistan a un par de pescadores que les advierten que algunas secciones del bosque son imposibles de transitar, recordando una leyenda sobre una niña llamada Robin Weaver que desapareció durante un par de días en la segunda mitad del siglo XIX. Al llegar a Coffin Rock, un montículo rocoso al borde del riachuelo, Heather realiza una narración sobre el asesinato ritualista de un grupo de hombres que buscaba a Robin Weaver, los hombres fueron hallados por otro grupo de búsqueda pero al regresar sus cuerpos habían desaparecido.
Al siguiente día se mueven a las profundidades del bosque, a pesar de no tener ubicación precisa en el mapa. Finalmente, localizan lo que aparenta ser un viejo cementerio indígena con pequeños cairns. Alzan una tienda cerca y regresan al cementerio después de anochecer. Josh accidentalmente desordena un montículo de piedras y Heather lo repara precipitadamente. Más tarde, oyen sonidos crepitantes en la oscuridad que parecen venir de todas direcciones y presumen que son de animales o gente que los sigue.
Al siguiente día, intentan regresar al vehículo, pero no encuentran el camino; lo intentan hasta caer la noche, cuando son forzados a acampar. Esa noche, vuelven a oír los ruidos crepitantes, pero no ven nada. La siguiente mañana, encuentran tres montículos de piedras, que habían sido colocados alrededor de la tienda durante la noche. Cuando continúan buscando el camino para salir del bosque, Heather descubre que su mapa desapareció. Más tarde, Mike revela que lo tiró al arroyo por la frustración el día anterior. Deciden, desesperados, seguir al sur. En medio de las discusiones Mike y Josh teorizan que posiblemente un grupo de campesinos o una secta está siguiendo al grupo intentando atacarlos por lo que deben intentar salir del bosque lo antes posible.
En medio de su desesperación Mike halla un grupo de figuras hechas de ramas suspendidas en los árboles, y mientras ambos muchachos desean irse del lugar Heather insiste en grabar tomas. Esa noche, oyen más extraños ruidos, que esta vez incluyen risas de niños y pasos. Cuando una fuerza desconocida sacude la tienda, huyen en pánico y se esconden en el bosque hasta el amanecer. Al regresar a su tienda, encuentran que sus posesiones fueron saqueadas y el equipo de Josh está cubierto con limo. Encuentran en su camino un tronco que oficia de puente sobre un riachuelo que ya han cruzado anteriormente y comprenden que a pesar de haber caminado, en teoría, hacia el sur, han estado yendo en círculos. Acampan completamente desmoralizados y Josh monta guardia.
La mañana siguiente, Josh ha desaparecido. Después de buscarlo en vano, Mike y Heather finalmente terminan acampando y se mueven lentamente. Esa noche, oyen a Josh gritar en la oscuridad, pero no son capaces de encontrarlo. A la mañana siguiente, Heather encuentra un manojo de ramas y tela afuera de la tienda en forma de un paquete rústico; después de inspeccionar, revela que contiene pedazos empapados de sangre de la camisa de Josh, que envuelven lo que parece ser dientes, piel y pelo. Decide arrojar horrorizada el paquete y ocultarle esta información a Mike.
En su sexta noche, Heather y Mike se preparan para buscar a Josh durante la noche. Heather graba un video disculpándose con sus compañeros y con sus familias declarando que algo los está persiguiendo y terminará asesinándolos. Mientras caminan por el bosque vuelven a oír a los gritos de agonía de Josh pidiendo ayuda. Al intentar encontrar a su compañero se topan con una casa en ruinas con inscripciones en Transitus Fluvii y marcas de manos de niños. 
Mike sube las escaleras siguiendo la voz, mientras Heather intenta quedarse tras él. Mike oye los gritos de Josh en el sótano y decide bajar. Cuando llega, se percibe un forcejeo, luego todo queda en silencio y la cámara cae al suelo. Heather grita por Mike, pero no consigue respuesta. Entra al sótano en busca de sus compañeros, y su cámara llega a capturar un atisbo de Mike, apoyado contra el rincón del sótano de forma similar a las víctimas de Rustin Parr. Algo ataca a Heather y su cámara también cae, la filmación continua durante unos segundos y luego se apaga.

## Producción

### Grabación

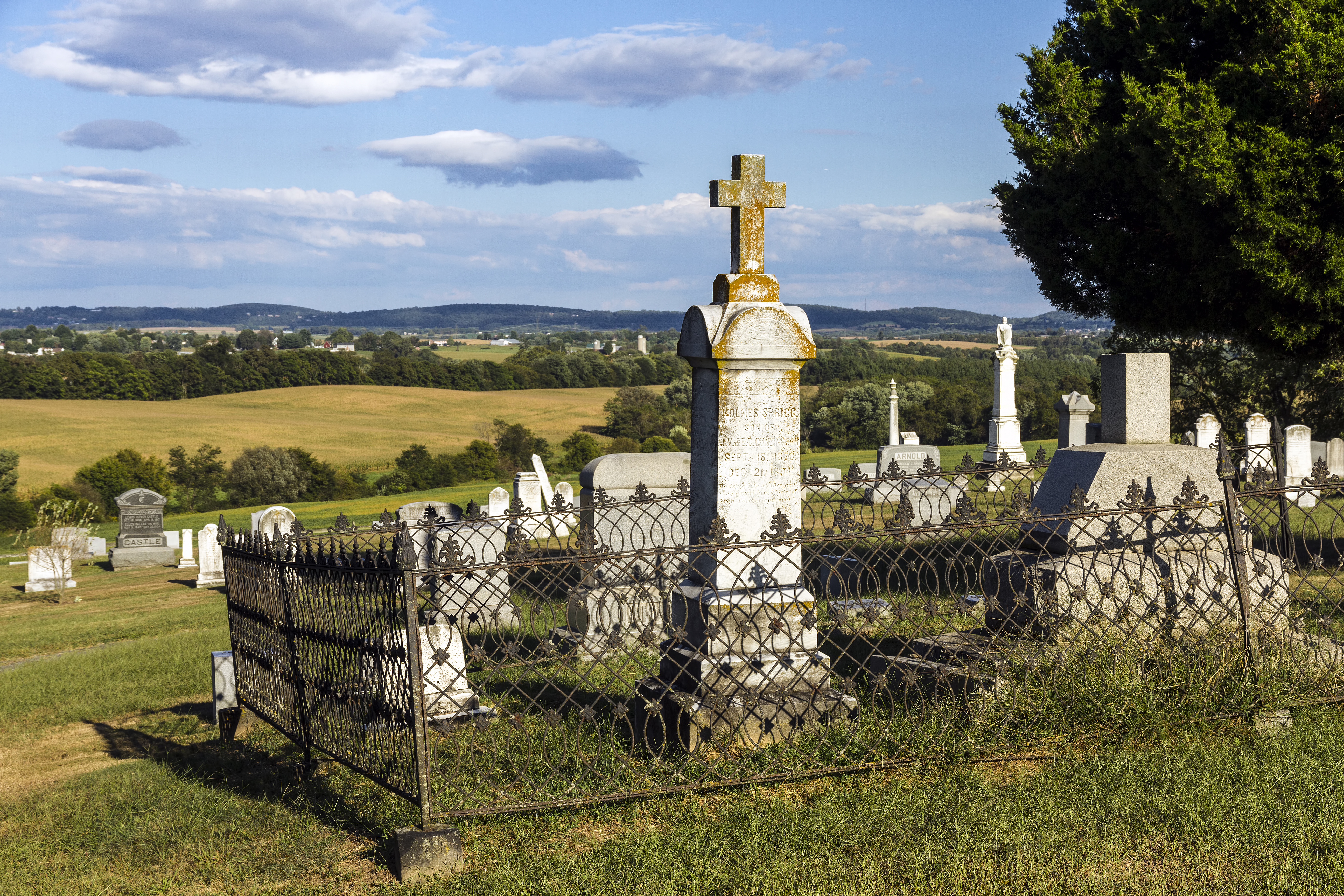
En el cementerio de Burkittsville, Maryland, transcurre parte de la película.

La fotografía principal comenzó el 23 de octubre de 1997 en Maryland y duró ocho días, bajo la supervisión del director de fotografía Neal Fredericks, que proporcionó una cámara de cine CP-16.  Los tres actores rodaron todo el material que aparece en la película, excepto una entrevista sobre los asesinatos de Rustin Parr. El «material encontrado» se rodó con una videocámara Hi8. La mayor parte de la película se rodó en el Parque Estatal Seneca Creek, en el condado de Montgomery, Maryland. Algunas escenas se rodaron en la histórica ciudad de Burkittsville. Algunos de los habitantes del pueblo entrevistados en la película no eran actores, y otros eran actores plantados, desconocidos para el reparto principal. Donahue nunca había manejado una cámara y pasó dos días en un «curso intensivo». Donahue dijo que modeló su personaje a partir de un director con el que había trabajado una vez, y destacó la «seguridad en sí misma» de su personaje cuando todo iba según lo previsto, y la confusión durante las crisis.
En una entrevista con Entertainment Weekly, Sánchez reveló que cuando se terminó la fotografía principal, se habían gastado entre 20.000 y 25.000 dólares. Richard Corliss, de la revista Time, informó de un presupuesto estimado de 35.000 dólares. En septiembre de 2016, el presupuesto oficial de Blair Witch 2 era de 60.000 dólares.
Sánchez dijo que el final con Mike de pie en la esquina se inventó días antes de rodarlo.

### Posproducción
Tras el rodaje, las 20 horas de metraje original se redujeron a 81 minutos; el proceso de edición duró más de ocho meses. Los directores proyectaron la primera versión en pequeños festivales de cine para obtener comentarios y realizar cambios que aseguraran que atrajera al mayor público posible. Originalmente, se esperaba que la película llegara a la televisión por cable, y los directores no anticiparon un estreno masivo. La versión final se presentó al Festival de Cine de Sundance.
Tras un éxito inesperado en Sundance, durante su estreno de medianoche el 25 de enero de 1999, Artisan Entertainment adquirió los derechos de distribución por 1,1 millones de dólares. Antes de eso, Artisan había querido cambiar el final original de la película, ya que el público de prueba, aunque asustado, se sentía confundido. Aunque el final no se modificó, se añadió una entrevista adicional a la primera sección de la película para contextualizarlo. Los directores y Williams regresaron a Maryland y filmaron cuatro finales alternativos, uno de los cuales incluía elementos sangrientos. También filmaron entrevistas adicionales, de las cuales al menos una (la historia de Parr) se incluyó en la versión de estreno general. Este metraje sería el único segmento de la película que no filmaron los actores principales. Finalmente, los directores y Williams decidieron mantener el final original. Myrick dijo: «Lo que nos da miedo es algo fuera de lo común, algo inexplicable. El primer final desconcertó al público; desafió nuestras convenciones del mundo real y eso es lo que realmente lo hizo aterrador».
Los gastos de posproducción aumentaron el costo de la película a varios cientos de miles de dólares antes de su estreno en Sundance y, después de los costos de marketing, se estima que el costo total de la película oscila entre $500,000 y $750,000.

### Controversia sobre la compensación
En 2024, Donahue, Leonard y Williams comentaron a Variety cómo, según sus afirmaciones, nunca habían sido compensados adecuadamente por Artisan Entertainment/Lionsgate por su trabajo en la película original. Recuerdan que vivieron en la pobreza después del éxito, que se les prohibió decirlo públicamente y que tenían pocas opciones, ya que no tenían «un sindicato adecuado ni representación legal cuando se hizo la película». En el verano de 1999, recibieron un sobresueldo de unas cinco cifras. En octubre de 2000, con el estreno de Blair Witch 2: El libro de las sombras, Donahue convenció a Williams y Leonard para que demandaran a Artisan. Llegaron a un acuerdo de 300.000 dólares para cada uno. Los tres actores afirman que no tenían conocimiento claro de que toda la película estaría compuesta por su metraje encontrado, y que no habían pensado mucho en la cláusula que permitía a la producción utilizar sus identidades reales. Esto llevó a posteriores discusiones con Lionsgate sobre el uso de sus imágenes. A pesar de los conflictos, Donahue, Leonard y Williams han declarado que están orgullosos de su trabajo en la película.

## Marketing
Se cree que The Blair Witch Project es la primera película de gran difusión comercializada principalmente por Internet. Kevin Foxe se convirtió en productor ejecutivo en mayo de 1998 y contrató a Clein & Walker, una empresa de relaciones públicas. En junio se lanzó el sitio web oficial de la película, que incluía informes policiales falsos y entrevistas al estilo de los noticiarios, así como preguntas sobre los estudiantes «desaparecidos», lo que, sumado a las imágenes encontradas, provocó debates en Internet sobre si la película era un documental real o una obra de ficción. Algunas de las imágenes se proyectaron durante el Festival de Cine de Florida en junio. Durante las proyecciones, los cineastas hicieron esfuerzos publicitarios para difundir los hechos de la película como reales, incluida la distribución de folletos en festivales como Sundance, pidiendo a los espectadores que aportaran cualquier información sobre los estudiantes «desaparecidos». La estrategia de la campaña consistía en decir a los espectadores, a través de carteles de personas desaparecidas, que los personajes habían desaparecido mientras investigaban en el bosque en busca de la mítica Bruja de Blair. La página de IMDb también incluía a los actores como «desaparecidos, presuntamente muertos» durante el primer año de disponibilidad de la película. El sitio web de la película contiene material de los actores haciéndose pasar por policías e investigadores que dan testimonio de su trabajo en los casos, y comparte fotos de la infancia de los actores para añadir una sensación de realismo. En agosto de 1999, el sitio web había recibido 160 millones de visitas.

## Recepción

### Críticas
La película posee un 87% de aceptación en Rotten Tomatoes, basada en 154 críticas, y con una media de votación de 7,7/10. En Metacritic posee una aprobación del 81 basado en 33 comentarios. Sin embargo, la recepción de la película por parte del público sigue estando dividida. Los encuestados por CinemaScore le dieron una nota media de «C+» en una escala de A+ a F.
En 2008, Entertainment Weekly nombró a The Blair Witch Project una de las "100 mejores películas desde 1983 hasta 2008", ocupando el puesto #99. En 2006, la Asociación de Críticos de Cine de Chicago la colocó como una de las "100 mejores películas de terror", ocupando el puesto #12.
Elvis Mitchell de The New York Times elogió al filme diciendo que es: "un ejemplo ingenioso de como hacer algo de la nada. Nada más que la imaginación, y un plan de juego para emprendedores que eleva el status de sus creadores en cualquier escuela de cine". Por otra parte, Keith Phipps, de The A.V. Club expresó: "una película de horror que realmente contiene miedo real, algo parecido a un arte perdido en nuestros días".
Roger Ebert del Chicago Sun-Times, calificó a la película con cuatro estrellas (el máximo de puntuación), expresando: "The Blair Witch Project es una película de terror extraordinariamente efectiva" diciendo además que oficia de "celebración de las películas de bajo presupuesto".
Algunos críticos fueron menos entusiastas. Andrew Sarris, de The New York Observer, la consideró «sobrevalorada», así como una interpretación del «triunfo definitivo de la estafa de Sundance: Hacer una película casera despiadada, conseguir que suficientes críticos digan casi al unísono «da miedo» y ver cómo los tontos acuden en masa para ser desplumados". Un crítico de The Christian Science Monitor dijo que, aunque el concepto y los sustos de la película eran innovadores, pensaba que podría haberse rodado “como un cortometraje de 30 minutos... ya que su tembloroso trabajo de cámara y sus imágenes borrosas se vuelven monótonas al cabo de un rato, y no hay mucho espacio para el desarrollo de los personajes dentro de una trama muy limitada”.

### Premios
En la primera edición de los Golden Trailer Awards, recibió una nominación al tráiler más original y ganó en dos categorías: Mejor película de terror/thriller y Mejor doblaje. En la 15.ª edición de los Independent Spirit Awards, El proyecto de la bruja de Blair ganó el premio John Cassavetes (a la mejor ópera prima realizada con menos de 500.000 dólares). La 20.ª edición de los Golden Raspberry Awards otorgó a Heather Donahue el premio a la Peor Actriz, y nominó a los productores Robin Cowie y Gregg Hale al premio a la Peor Película. En los Stinkers Bad Movie Awards, la película ganó en la categoría de Mayor Decepción y recibió tres nominaciones: Peor Película (Cowie y Hale), Peor Actriz (Donahue) y Peor Debut en la Pantalla (Heather, Michael, Josh, los Stick People y las pilas más largas del mundo).

## Secuelas
Una secuela titulada Book of Shadows: Blair Witch 2 fue lanzada el 27 de octubre de 2000. La historia supuestamente ocurre en el mundo real y cuenta como es que, en Burkittsville, el lanzamiento de la película de The Blair Witch Project ha atraído a centenares de turistas que desean visitar el lugar, entre ellos a los protagonistas, un grupo de jóvenes fascinados por la mitología que rodea a la película por lo que van al bosque donde se rodó y terminan experimentando fenómenos sobrenaturales y desmoronamiento psicológico. La película fue mal recibida por la mayoría de los críticos. Una tercera entrega se anunció para ese mismo año pero no se concretó.
En 2016, 17 años después de la primera parte, fue estrenada una tercera película titulada simplemente Blair Witch, dirigida por Adam Wingard, en la que James, hermano de Heather, parte con sus amigos en busca de su hermana tras descubrir que unos chicos de Burkittsville encontraron una grabación de ella, sugiriendo la posibilidad de que podría seguir viva.
En abril de 2022, Lionsgate buscaba reiniciar la película con una nueva entrega. Una nueva entrega de El proyecto de la bruja de Blair está oficialmente en desarrollo en Lionsgate con Jason Blum y Roy Lee produciendo a partir de abril de 2024.

## Televisión
En octubre de 2017, el codirector Eduardo Sánchez reveló que él y el resto del equipo creativo de la película están desarrollando una serie de televisión de Blair Witch, aunque aclaró que, en última instancia, cualquier decisión dependería de Lionsgate, ahora que posee los derechos. En febrero de 2018, se anunció que la serie se lanzará en la nueva filial del estudio, Studio L, que se especializa en lanzamientos digitales.